# Скулкрафт (округ)
Шаблон:StateAbbr_ 46°01′ пн. ш. 86°11′ зх. д. / 46.02° пн. ш. 86.19° зх. д.
Округ  Скулкрафт (англ. Schoolcraft County) — округ (графство) у штаті Мічиган, США. Ідентифікатор округу 26153.

## Історія
Округ утворений 1843 року.

## Демографія
За даними перепису 
2000 року 
загальне населення округу становило 8903 осіб, зокрема міського населення було 3719, а сільського — 5184.
Серед мешканців округу чоловіків було 4454, а жінок — 4449. В окрузі було 3606 домогосподарств, 2498 родин, які мешкали в 5700 будинках.
Середній розмір родини становив 2,84.
Віковий розподіл населення поданий у таблиці:
| Стать    | До 15 років | 15-21 | 22-29 | 30-39 | 40-49 | 50-65 | 65-85 | Понад 85 |
| -------- | ----------- | ----- | ----- | ----- | ----- | ----- | ----- | -------- |
| Чоловіки | 834         | 410   | 367   | 588   | 697   | 823   | 678   | 57       |
| Жінки    | 796         | 364   | 332   | 551   | 684   | 804   | 784   | 134      |

## Суміжні округи
- Люс — північний схід
- Мекінак — південний схід
- Делта — південний захід
- Алджер — північний захід / північ

## Виноски
1. ↑  US Decennial Census. US Census Bureau. Архів оригіналу за 19 липня 2018. Процитовано 28 вересня 2014.
2. ↑  Historical Census Browser. University of Virginia Library. Архів оригіналу за 11 серпня 2012. Процитовано 28 вересня 2014.
3. ↑  Population of Counties by Decennial Census: 1900 to 1990. US Census Bureau. Архів оригіналу за 15 лютого 2015. Процитовано 28 вересня 2014.
4. ↑  Census 2000 PHC-T-4. Ranking Tables for Counties: 1990 and 2000 (PDF). US Census Bureau. Архів оригіналу (PDF) за 18 грудня 2014. Процитовано 28 вересня 2014.
5. ↑  State & County QuickFacts. US Census Bureau. Архів оригіналу за 18 липня 2011. Процитовано 29 серпня 2013. [Архівовано 2011-06-06 у Wayback Machine.](англ.) Наведено за англійською вікіпедією.
6. ↑  American FactFinder. Бюро перепису населення США. Архів оригіналу за 26 лютого 2012. Процитовано 31 січня 2008. [Архівовано 2008-05-21 у Wayback Machine.]

| США | Це незавершена стаття з географії США. Ви можете допомогти проєкту, виправивши або дописавши її. |